# Mushikago no Cagaster
Mushikago no Cagaster (虫籠のカガステル?), è un manga shōnen di Kachō Hashimoto pubblicato in Giappone dal 2005 al 2013 da Tokuma Shoten in 7 tankōbon. Nel 2019 lo studio di animazione Studio KAI ha prodotto una serie anime, distribuita in streaming in Giappone e nel resto del mondo da Netflix il 6 febbraio 2020 con il titolo internazionale Cagaster of an Insect Cage.

## Trama
Nel 2125 compare un virus in grado di trasformare un uomo in un enorme insetto in venti minuti, pronto a cibarsi di qualsiasi animale e di esseri umani. Della malattia non c'è cura e l'unica soluzione è uccidere l'umano infetto prima che la metamorfosi sia completa. Dopo 30 anni la popolazione umana si è ormai ridotta di due terzi e vive in città fortificate per evitare l'attacco degli insetti e il contagio.
Kidō è uno "sterminatore", addestrato cioè ad uccidere gli insetti o gli umani che si stanno trasformando. Durante un giro di perlustrazione nel deserto, si imbatte in un insetto che ha appena attaccato un'automobile. Il guidatore è ormai morente e prega Kidō di proteggere la figlia Ilie, la ragazza di 14 anni che è al suo fianco e di ricongiungerla con la madre.
Kidō porta Ilie in città e da quel momento la ragazza vivrà al piano superiore dell'osteria di Mario (un uomo imponente che però si veste da donna),dove Kidō abita in una camera in affitto. Ilie è sconvolta dalla morte del padre e inizialmente è spaventata da Kidō, un tipo introverso e taciturno, ma con il passare del tempo comincia a provare affetto e fiducia. Mentre cerca di superare la morte del padre e di ambientarsi , Ilie farà amicizia con degli orfani che vivono margini della società. Il suo vero passato però tornerà a reclamarla, perché la ragazza non è chi sembra essere ma soprattutto nemmeno lei sa chi è davvero. 

## Personaggi
Kidō
Doppiato da: Yoshimasa Hosoya (ed. giapponese), Jacopo Calatroni (ed. italiana)
È un giovane di circa 20 anni con un passato misterioso. È uno "sterminatore". incaricato quindi di uccidere gli insetti e gli umani che una volta iniziata la trasformazione perdono tutti i diritti civili. Vive da tre anni nella città E-05 presso "Garden Mario", un'osteria-albergo di proprietà di Mario, suo grande amico. Prende Ilie sotto la sua protezione, dopo aver promesso al padre morente di portarla dalla madre Tania.
Ilie
Doppiata da: Kana Hanazawa (ed. giapponese), Giulia Maniglio (ed. italiana)
È una ragazzina di 14 anni. Fin dall'infanzia ha vissuto con il padre Griffith nella città rurale A-47 allevando pecore. Dopo la morte del padre, ucciso da un insetto, va a vivere a E-05 con Kidō presso il "Garden Mario" lavorando come cameriera.
Durante la sua permanenza in città diventa subito amica di Naji, di Lydi e di tutti gli altri piccoli ladruncoli della baraccopoli. Sono tutti ragazzi rimasti senza famiglia da quando l'esercito e gli sterminatori avevano ucciso i loro genitori in un terribile scontro avvenuto cinque anni prima per contenere l'assalto degli insetti.
Per lo shock subito la ragazza non ricorda nulla degli avvenimenti che hanno portato alla morte del padre, ma col passare del tempo i ricordi affiorano, assieme a quello che è un suo misterioso potere.A

### Acht
Doppiato da: Natsuki Hanae (ed. giapponese), Ezio Vivolo (ed. italiana)
Mario
Doppiato da: Toshiyuki Morikawa (ed. giapponese), Alessandro D'Errico (ed. italiana)
Naji
Doppiato da: Daiki Yamashita (ed. giapponese), Stefano Pozzi (ed. italiana)
Bambino di 9 anni vive di espedienti nella baraccopoli ai margini della città E-05, dove fino a cinque anni prima c'era una cittadina andata distrutta dall'esercito e dagli sterminatori. Diventa subito grande amico di Ilie e le fa conoscere Lydi e la sua banda di ladruncoli.
Lydi
Doppiato da: Akari Kitō (ed. giapponese)
Hadi
Doppiato da: Tomohiro Shiozaki (ed. giapponese), Alessandro Germano (ed. italiana)
Qasim
Doppiato da: Junichi Suwabe (ed. giapponese), Diego Baldoin (ed. italiana)
Jin
Doppiato da: Kazuyuki Okitsu (ed. giapponese), Andrea La Greca (ed. italiana)

## Media

### Manga
Il fumetto è stato inizialmente pubblicato on-line sul sito dell'autore tra il 14 settembre 2005 e il 26 aprile 2013, e in seguito pubblicato in nove dōjinshi distribuiti tra dicembre 2010 e agosto 2013.
Nel 2012 la casa editrice francese Glénat ha acquistato dall'autore, che fino ad allora aveva rifiutato le offerte degli editori giapponesi, i diritti internazionali, escluso il Giappone, per la pubblicazione dell'opera. La versione francese è stata pubblicata in sei volumi tra luglio 2014 e luglio 2015. In seguito la Tokuma Shoten acquisto i diritti d'autore della serie e pubblicò la serie in Giappone in sette tankōbon tra gennaio e giugno 2016.
A metà giugno 2020, Mangasenpai annuncia la pubblicazione del manga in Italia a partire da settembre.
| Nº | Data di prima pubblicazione | Data di prima pubblicazione | Data di prima pubblicazione |
| Nº | Giapponese                  | Giapponese                  | Italiano                    |
| -- | --------------------------- | --------------------------- | --------------------------- |
| 1  | 13 gennaio 2016             | ISBN 978-4-19-950487-7      | settembre 2020              |
| 2  | 13 gennaio 2016             | ISBN 978-4-19-950488-4      | —                           |
| 3  | 13 febbraio 2016            | ISBN 978-4-19-950493-8      | —                           |
| 4  | 13 marzo 2016               | ISBN 978-4-19-950497-6      | —                           |
| 5  | 13 aprile 2016              | ISBN 978-4-19-950501-0      | —                           |
| 6  | 13 maggio 2016              | ISBN 978-4-19-950511-9      | —                           |
| 7  | 13 giugno 2016              | ISBN 978-4-19-950515-7      | —                           |

### Anime
Nel 2019 lo studio di animazione Studio KAI ha prodotto una serie anime, distribuita in streaming in Giappone e nel resto del mondo da Netflix il 6 febbraio 2020 con il titolo internazionale Cagaster of an Insect Cage.

#### Episodi
| Nº | Titolo italiano Giapponese 「Kanji」 - Rōmaji                               | Distribuzione streaming | Distribuzione streaming |
| Nº | Titolo italiano Giapponese 「Kanji」 - Rōmaji                               | Giapponese              | Italiano                |
| 1  | Little Bo Peep 「Little Bo Peep」 - Little Bo Peep                          | 6 febbraio 2020         | 6 febbraio 2020         |
| 2  | Acciuga e lucertola nera 「アンチョビとクロトカゲ」 - Anchobi to kurotokage | 6 febbraio 2020         | 6 febbraio 2020         |
| 3  | Dagli abissi 「深き淵より」 - Fukaki fuchi yori                             | 6 febbraio 2020         | 6 febbraio 2020         |
| 4  | Come una spada senza cuore 「心ない剣として」 - Kokoro nai ken to shite     | 6 febbraio 2020         | 6 febbraio 2020         |
| 5  | Dall'Estremo Oriente 「東の果てから」 - Azuma no hate kara                  | 6 febbraio 2020         | 6 febbraio 2020         |
| 6  | Risveglio 「目覚め」 - Mezame                                               | 6 febbraio 2020         | 6 febbraio 2020         |
| 7  | Iliaster 「イリアステル」 - Iriasuteru                                      | 6 febbraio 2020         | 6 febbraio 2020         |
| 8  | La principessa nel nido d'insetti 「虫籠の姫君」 - Mushiko no himegimi      | 6 febbraio 2020         | 6 febbraio 2020         |
| 9  | Un banchetto per insetti 「虫たちの饗宴」 - Mushi-tachi no kyōen            | 6 febbraio 2020         | 6 febbraio 2020         |
| 10 | Su 「上へ」 - Ue e                                                          | 6 febbraio 2020         | 6 febbraio 2020         |
| 11 | Per te... 「あなたに…」 - Anata ni...                                       | 6 febbraio 2020         | 6 febbraio 2020         |
| 12 | Finalmente, per te 「最後に君に」 - Saigo ni kimi ni                        | 6 febbraio 2020         | 6 febbraio 2020         |

#### Colonna sonora
Sigla iniziale
Be ZERO di Hilchryme
Sigla finale
Okubyō na Ōkami 2019 di Hilchryme